# 维尔松
维尔松（法語：Virson，法語發音：[viʁsɔ̃]）是法国滨海夏朗德省的一个市镇，位于该省北部，隶属于罗什福尔区。

## 地理
维尔松（46°8'30"N, 0°54'7"W）面积9.92 平方千米，位于法国新阿基坦大区滨海夏朗德省，该省份为法国西部滨海省份，北起旺代省，西临大西洋，南至吉倫特省，东南接多爾多涅省，东北接德塞夫勒省接壤，东临夏朗德省。
与维尔松接壤的市镇（或旧市镇、城区）包括：艾格尔弗耶多尼、阿奈、布埃、尚邦、福尔日、皮拉沃、圣克里斯托夫。
维尔松的时区为UTC+01:00、UTC+02:00（夏令时）。

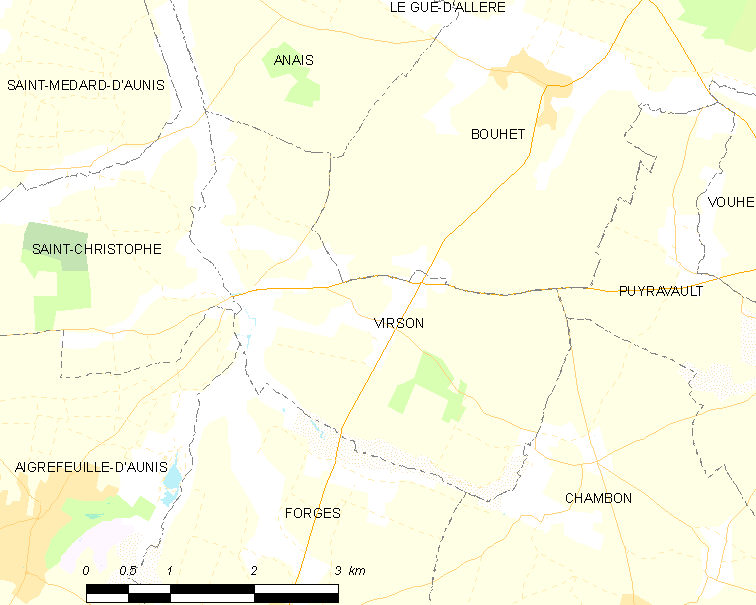
维尔松的OSM定位图

## 行政
维尔松的邮政编码为17290，INSEE市镇编码为17480。

## 政治
维尔松所属的省级选区为叙热尔县。

## 交通
滨海夏朗德省省道D108线、D116线和D205E4线经过境内。

## 人口

1962-2008年间维尔松人口变化图示

维尔松于2022年1月1日时的人口数量为738人。